# Lambda Horologii
Lambda Horologii (3 Horologii) é uma estrela na direção da constelação de Horologium. Possui uma ascensão reta de 02h 24m 53.99s e uma declinação de −60° 18′ 41.9″. Sua magnitude aparente é igual a 5.36. Considerando sua distância de 160 anos-luz em relação à Terra, sua magnitude absoluta é igual a 1.91. Pertence à classe espectral F2III.